# الادیو سانچس
الادیو سانچس (اسپانیایی: Eladio Sánchez‎؛ زادهٔ ۱۲ ژوئیه ۱۹۸۴) دوچرخه‌سوار اهل اسپانیا است. وی عضو تیم هایی همچون تیم اونسه بوده است.